# Ponikwa (województwo dolnośląskie)
Ponikwa (niem. Verlorenwasser) – wieś w Polsce położona w województwie dolnośląskim, w powiecie kłodzkim, w gminie Bystrzyca Kłodzka.

## Położenie
Ponikwa to wieś łańcuchowa o długości około 3 km leżąca pomiędzy masywem Jagodnej na zachodzie i Wyszkowskim Grzbietem, w Rowie Górnej Nysy, na wysokości około 410–520 m n.p.m. Przez wieś przepływa potok Ponik, który w Długopolu-Zdroju wpada do Nysy Kłodzkiej.

## Historia
Pierwsza wzmianka na temat Ponikwy (niem. Verlorenwasser) pochodzi z 1319 roku, jest to więc jedna z najstarszych wsi w tym regionie. W 1427 roku wójt Hannus von Mosschen sprzedał Ponikwę swojemu zięciowi Jorgowi von dem Sandemu. Na początku XVIII wieku wzniesiono tu kościół. W 1840 roku w miejscowości było 86 budynków, w tym: kościół cmentarny, szkoła katolicka, 3 młyny wodne, szpital i gorzelnia. W tym czasie Ponikwa była podzielona na dwie części: jedna należała do księżny Marianny Orańskiej, a druga była wolnym sołectwem. Pod koniec XIX wieku wieś nabrała znaczenia turystycznego i była chętnie odwiedzana przez kuracjuszy z Długopola-Zdroju. W tym czasie powstała tu gospoda z 10 miejscami noclegowymi. Po 1945 roku Ponikwa pozostała typową wsią rolniczą, w 1978 roku było tu 68 gospodarstw rolnych.
W latach 1975–1998 miejscowość położona była w województwie wałbrzyskim.

## Sowina
Kolonia niem. Eulenberg, (1747) to rozproszone domy położone na wysokości 510–575 m n.p.m. powyżej leśniczówki w Ponikwie, na wschodnim zboczu Jagodnej, poniżej Autostrady Sudeckiej. Kolonia powstała na początku XVIII w.

## Zabytki
Do wojewódzkiego rejestru zabytków wpisany jest:
- kościół filialny św. Józefa Robotnika, murowany, zbudowany w połowie XVIII w. Główny ołtarz to dzieło Michała Ignacego Klahra, datowany jest w przybliżeniu na 1770 r. Kościół został przebudowany w XIX w.[1]
- kapliczka pokutna, na rozstaju dróg do Wyszek i Długopola, 1645, nr rej.: B/844/468 z 10.06.1983
- figura św. Jana Nepomucena, kam. 1777, nr rej.: B/1956 z 15.09.2008.

## Turystyka
Przez Ponikwę prowadzi szlak turystyczny:
- z Długopola-Zdroju na Przełęcz Spaloną.

W miejscowości znajdują się dwa gospodarstwa agroturystyczne: Leszczynowy Dworek i Chata nad Ponikiem (do 2023: Stanica nad Ponikiem). Ponadto w miejscowości od 2023 roku funkcjonuje dom wczasowy Ponikwa36.

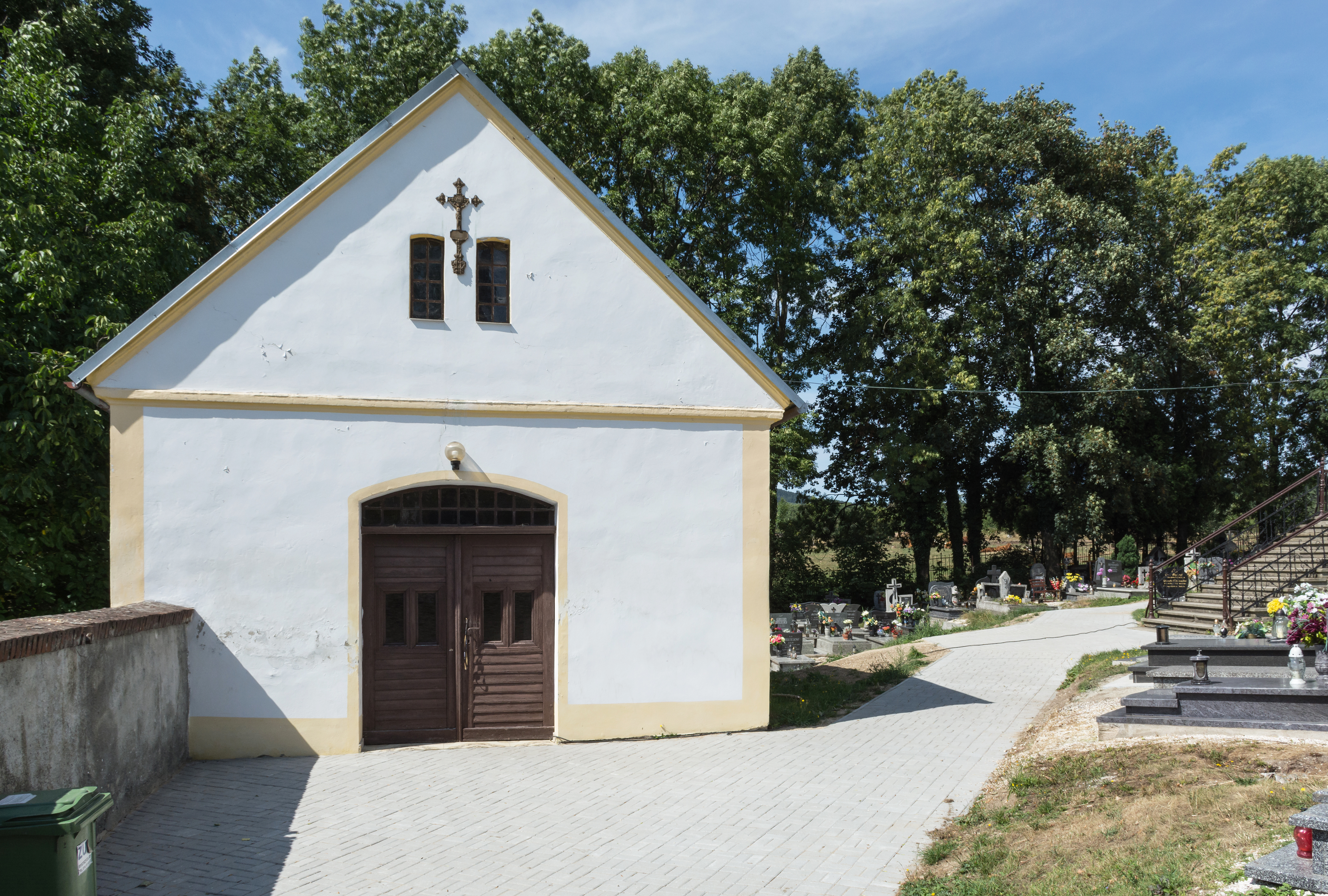
Kaplica cmentarna
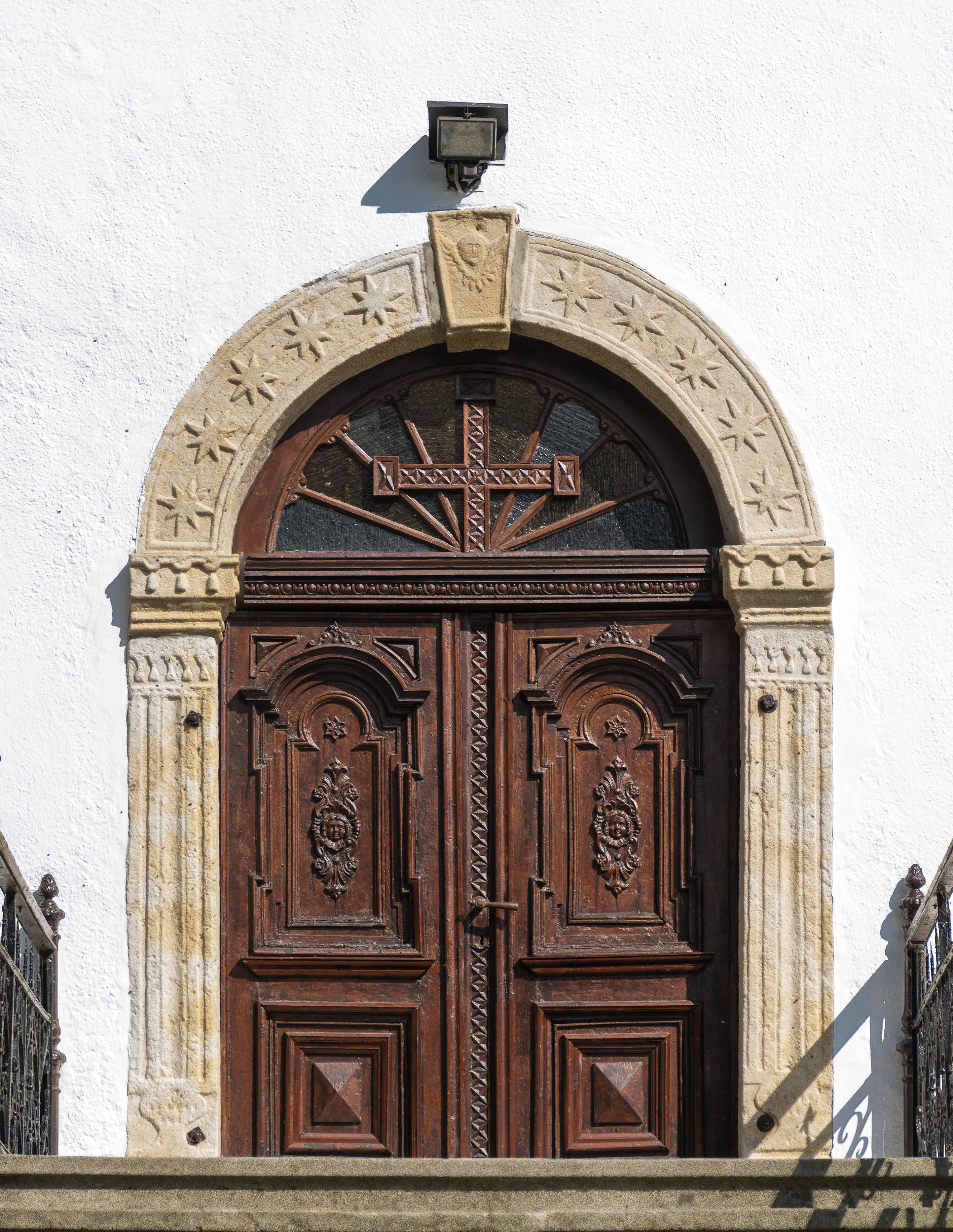
Portal kościoła św. Józefa w Ponikwie
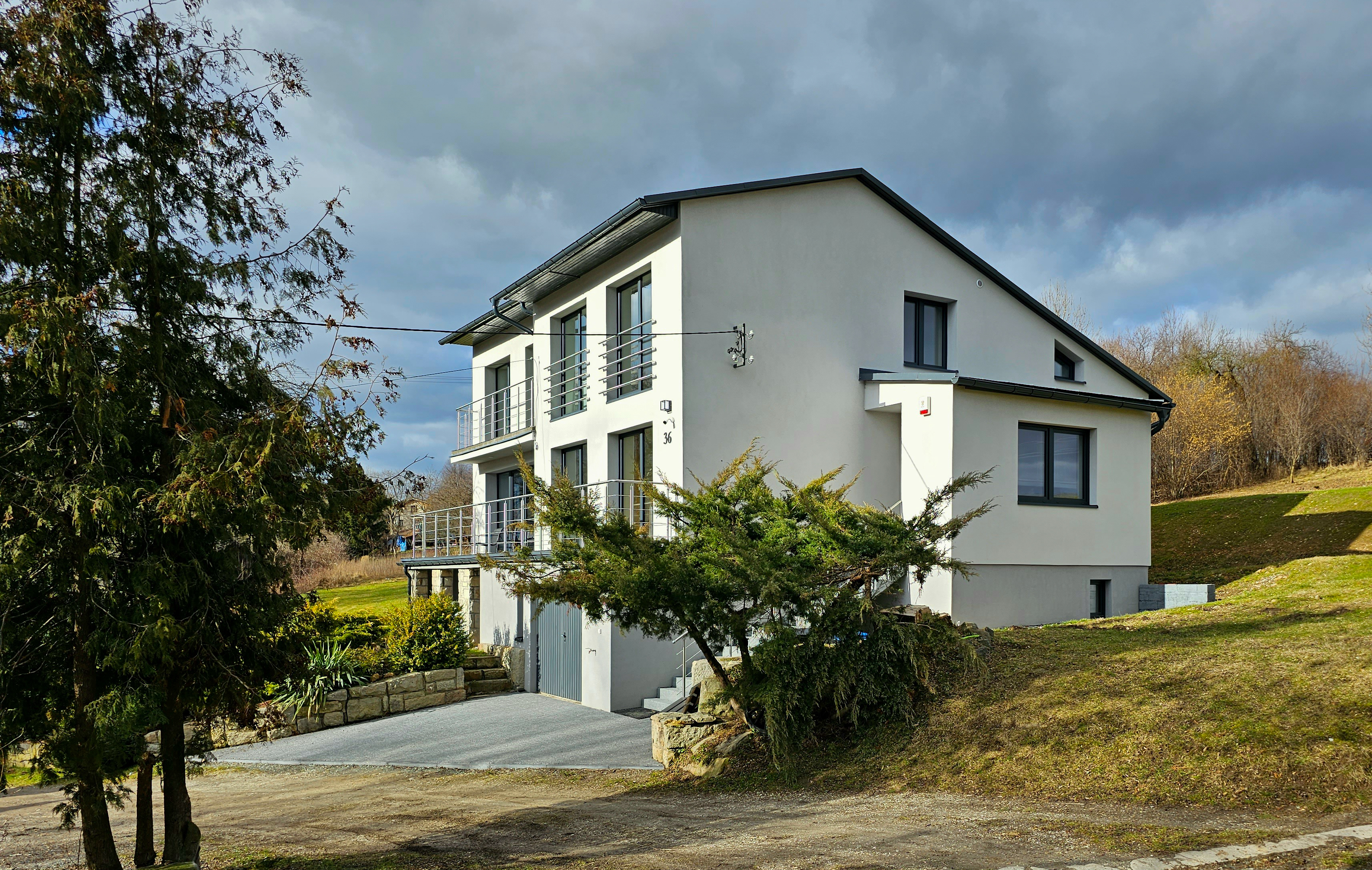
Dom nr 36 w Ponikwie
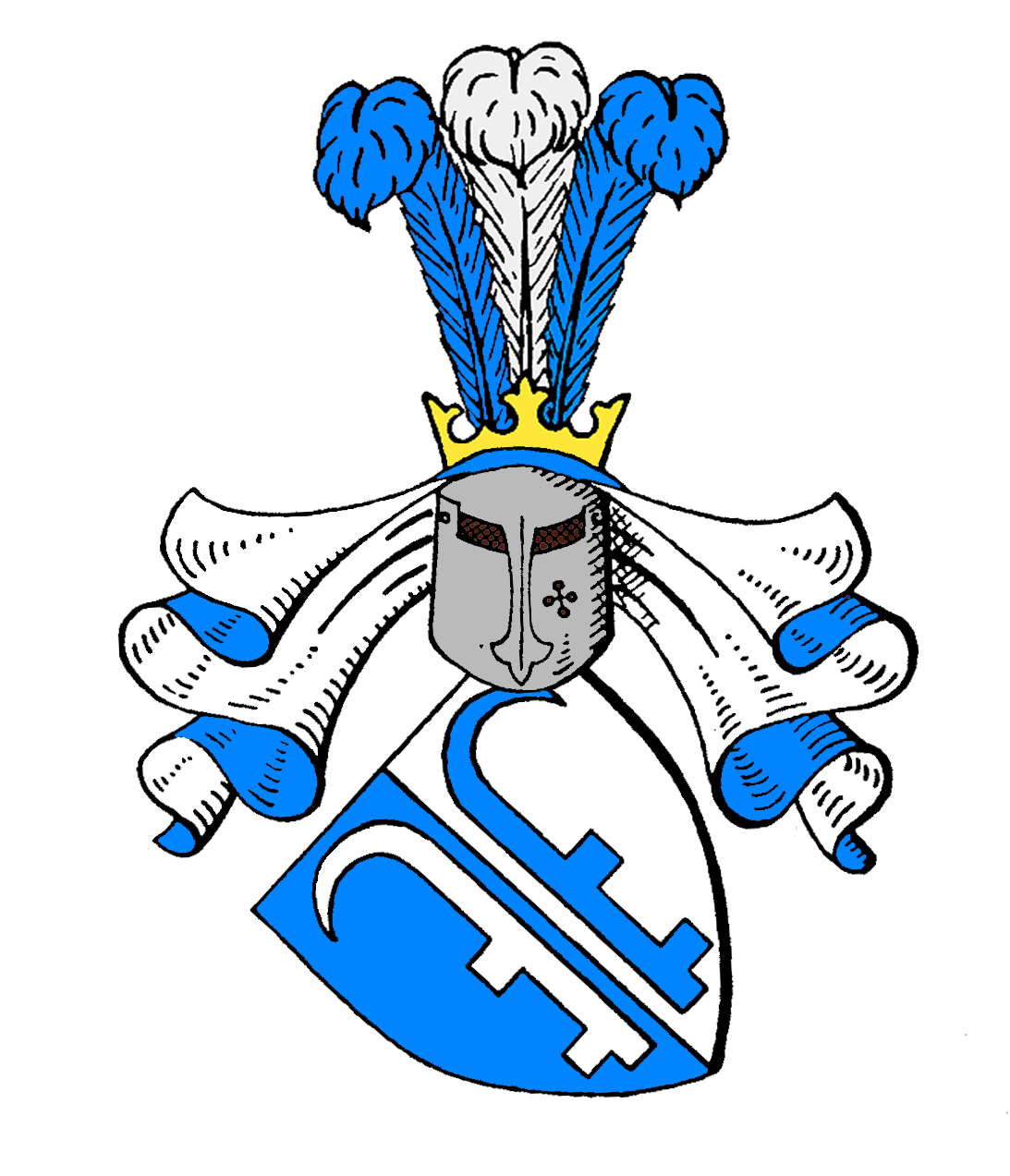
Herb Mosch